# Kozlovka (Orenburg)
Kozlovka - Козловка (rus) - és un poble de l'óblast d'Orenburg, a Rússia, segons el cens del 2010 tenia 322 habitants, pertany al municipi de Pokrovka.